# Nationale wegen in Italië

Wegschild SS-wegen

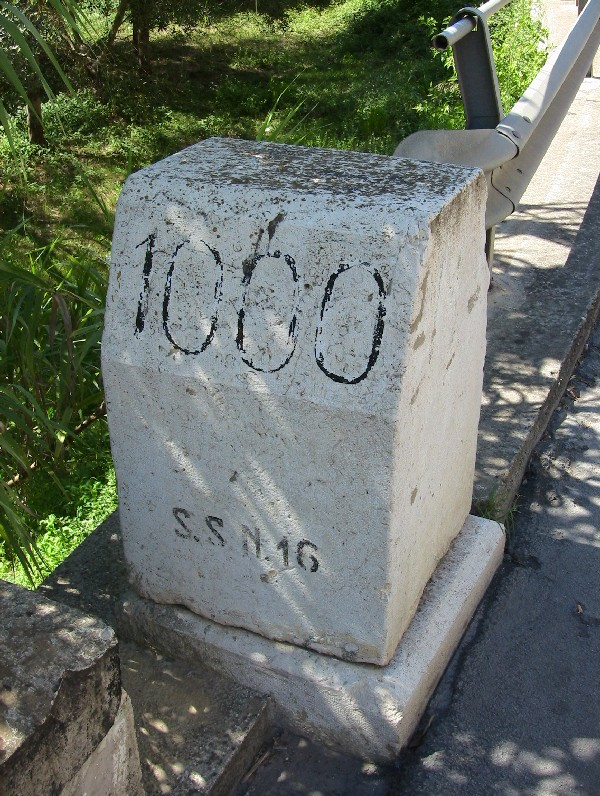
Milliarium van de SS16

De nationale wegen in Italië (Italiaans: strada statale) vormen een wegcategorie in Italië, waarvan de wegen worden beheerd door de nationale overheid. De wegen worden aangegeven door het prefix 'SS'. 
De nationale wegen zijn genummerd van 1 tot 695. Daarnaast hebben enkele wegen een naam. Veel wegen zijn genoemd naar Romeinse wegen die dezelfde route volgden. Zo heet de SS1 Via Aurelia en de SS7 Via Appia.
Oorspronkelijk had het netwerk een lengte van ongeveer 12.000 kilometer. In de afgelopen jaren zijn veel wegen, die parallel lagen aan autosnelwegen overgedragen aan de regio's. In tegenstelling tot Frankrijk zijn de nummers meestal niet veranderd. De SS462 is bijvoorbeeld de SP462R geworden, of de SS88 die nu SPexSS88 heet. Soms zijn de nummers wel veranderd, bijvoorbeeld de SS161 is de SP110 geworden.